# ایندورنات
ایندورنات (TR-3369)، یک مشتق تریپتامین است که به عنوان آگونیست در گیرنده‌های سروتونین 5-HT1A، 5-HT1B و 5-HT2C عمل می‌کند. این دارو دارای اثرات ضد اضطراب، ضد فشار خون و ضد اشتها است، عمدتاً از طریق اثر در 5-HT1A عمل می‌کند، اما از طریق سهمی از زیرگروه‌های 5-HT1B و 5-HT2C، و احتمالاً برخی از اهداف غیر سروتونرژیک دیگر نیز اثرگذار است.

## همچنین ببینید
- ۵-متوکسی‌تریپتامین